# Dawid Kownacki
Dawid Igor Kownacki  (Gorzów Wielkopolski, 14 de marzo de 1997) es un futbolista polaco. Juega de delantero y su equipo es el Hertha Berlín de la 2. Bundesliga.

## Clubes
| Club                        | País     | Año       |
| --------------------------- | -------- | --------- |
| Lech Poznań                 | Polonia  | 2013-2017 |
| U. C. Sampdoria             | Italia   | 2017-2019 |
| Fortuna Düsseldorf (cedido) | Alemania | 2019      |
| Fortuna Düsseldorf          | Alemania | 2020-2023 |
| Lech Poznań (cedido)        | Polonia  | 2022      |
| Werder Bremen               | Alemania | 2023-     |
| Fortuna Düsseldorf (cedido) | Alemania | 2024-2025 |
| Hertha Berlín (cedido)      | Alemania | 2025-     |

## Palmarés

### Campeonatos nacionales
| Título               | Club        | País    | Año     |
| -------------------- | ----------- | ------- | ------- |
| Ekstraklasa          | Lech Poznań | Polonia | 2014-15 |
| Supercopa de Polonia | Lech Poznań | Polonia | 2014-15 |
| Ekstraklasa          | Lech Poznań | Polonia | 2021-22 |